# Erik G. Ellgaard

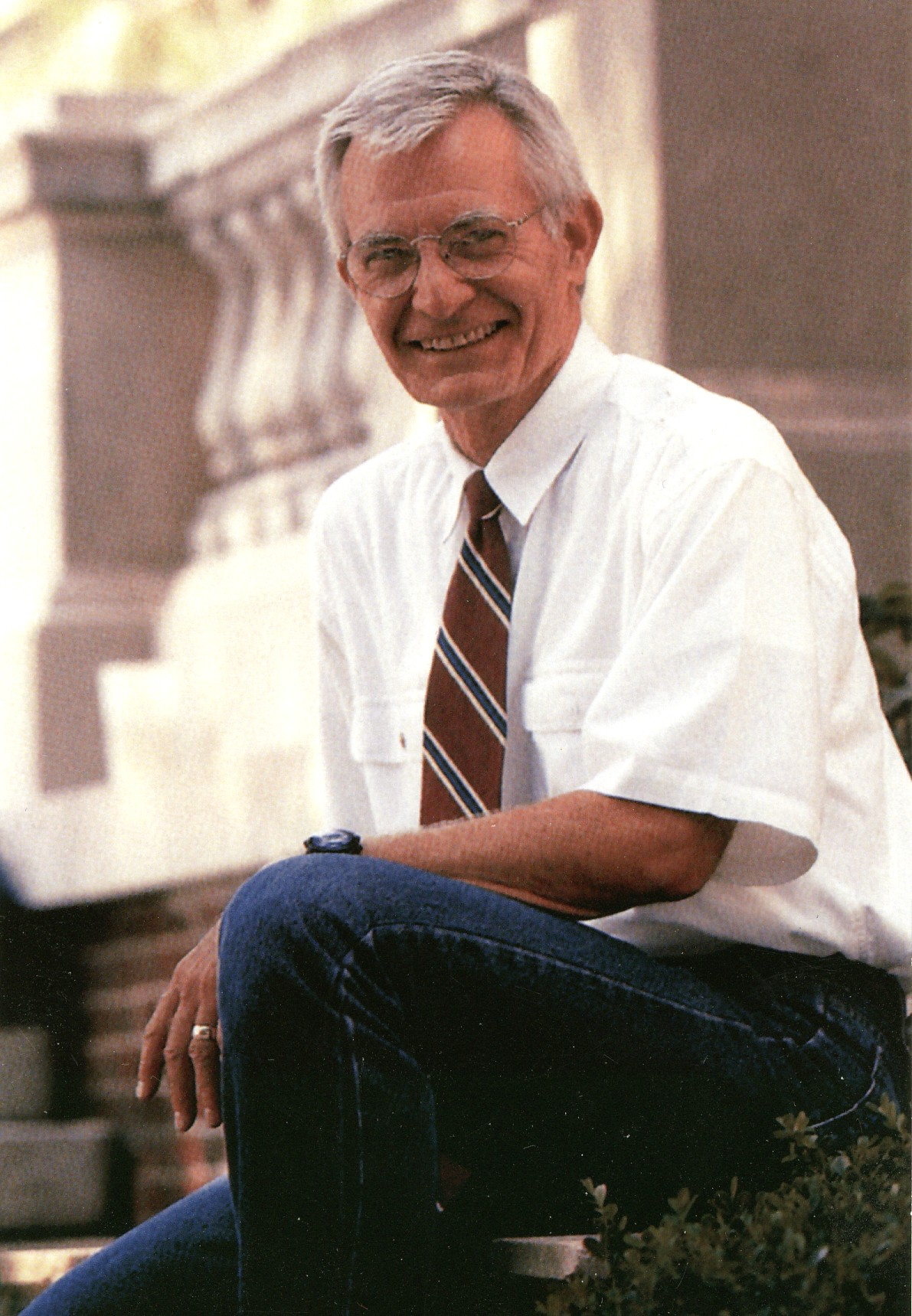
Erik G. Ellgaard

Erik Gram Ellgaard (* 6. Mai 1939 in Iowa; † 6. Juli 1999 in New Orleans) war ein US-amerikanischer Biologe und Professor an der Tulane University in New Orleans.
Erik G. Ellgaard war der Sohn des 1921 in die USA ausgewanderten Lehrers Theodor Ellgaard aus Flensburg. 1961 erhielt Ellgaard einen „Bachelor of Arts“ der Drake University in Geschichte und promovierte 1968 in Zoologie und Genetik an der Universität von Iowa. Im Jahr 1970 trat Ellgaard der Lehrerschaft der Tulane University in New Orleans als Assistent-Professor für Biologie bei. Er diente anfangs der biologischen Abteilung der Universität, die später zur Abteilung für Zell- und Molekularbiologie ausgebaut wurde. Er war Studienleiter, stellvertretender Vorsitzender, stellvertretender Professor und schließlich Vorsitzender der Fakultät.
Erik G. Ellgaard veröffentlichte während seiner Karriere als Allein- oder Mitverfasser mehr als 30 Artikel in wissenschaftlichen Zeitschriften.
Während seiner Zeit an der Tulane University erhielt er zahlreiche akademische Auszeichnungen, u. a. den Newcomb Colleges „Outstanding Faculty Advisor Award“ (1985), die Mortar-Board-Auszeichnung für „Excellence in Teaching“ des Newcomb College (1992), den „Tulane College Senate Award“ für besondere Dienste (1997), die „Tulane College Senior Class Outstanding Advisor“-Auszeichnung für vorbildliche Dienste an den Studenten (1997) und den „Tulane Honors Program Professor“ des Jahres (1997).
Erik G. Ellgaard starb an den Folgen einer Krebserkrankung. Zu seinen Ehren wird jährlich der Professor Erik G. Ellgaard Award für die beste Arbeit im Bereich der Zell- und Molekularbiologie an einen „Senior“ (Highschool-Schüler im vierten Jahr) des Newcomb College und des Tulane College verliehen.

## Werke
- Puffing and Histone Acetylation in Polytene Chromosomes, Science, Vol. 169, 1970, doi:10.1126/science.169.3943.373
- Similarities in chromosomal puffing induced by temperature shocks and dinitrophenol in Drosophila, Chromosoma, 1972, doi:10.1007/BF00284890
- mit Victor Rico-Gray, John T. Barber, Leonard B. Thien, Jeffrey J. Toney: An Unusual Animal-Plant Interaction: Feeding of Schomburgkia tibicinis (Orchidaceae) by Ants. In: American Journal of Botany. Band 76, Nr. 4, Januar 1989, S. 603–608, doi:10.2307/2444355.